# Tyge Becker
Tyge Alexander Becker, född den 17 maj 1812 på herrgården Tirsbæk, död den 9 november 1869 i Köpenhamn, var en dansk historiker.
Becker var sedan 1849 anställd vid gehejmearkivet och från 1851 sekreterare i "Selskabet for Fædrelandets Historie", samt utgivare av "Danske Magazin". Åren 1839–1841 utgav han tidskriften Orion såsom månadsskrift samt därefter 1843 och 1851 såsom kvartalsskrift, vilken bland annat innehåller värdefulla bidrag till släkten Limbeks historia, och lämnade 1844–1857 (tillsammans med Secher) texten till Richardts Prospecter af danske Herregaarde. År 1865 skrev Becker en vacker skildring, Herluf Trolle og Birgitte Gjøe. Becker författade även historiska romaner: Klaus Limbek den yngre (1855, 2:a upplagan 1866), Bondekrigen (1858, 2:a upplagan 1887), En Familiehistorie med flera. 